# Hengesbeck
Hengesbeck, andere belegte  Schreibweise Hengelar, ist ein wüst gefallener Ort. Er lag in der Nähe von Brilon, dort, wo die Hängemecke in die Hoppecke mündet.
Der Ort ist wie viele andere Orte im späten Mittelalter dem großen Wüstungsprozess zum Opfer gefallen. Es hat sich dabei wohl um einen schleichenden, langsamen Vorgang gehandelt. Dieser setzte um 1300 ein. Über die Gründe für das Verlassen des Ortes gibt es unterschiedliche Theorien. Angedacht wird beispielsweise die Anziehungskraft der Stadt Brilon.
Johann Suibert Seibertz schreibt dazu: Hengesbeck sandte all ihre Bewohner in die neue Stadt (Brilon), welche dadurch bald volkreich, stark und vermögend wurde. Diese Aussage bezieht sich auch auf die Wüstungen Weweringhausen, Kranewinkel und Borghardsberg.